# Sàmit

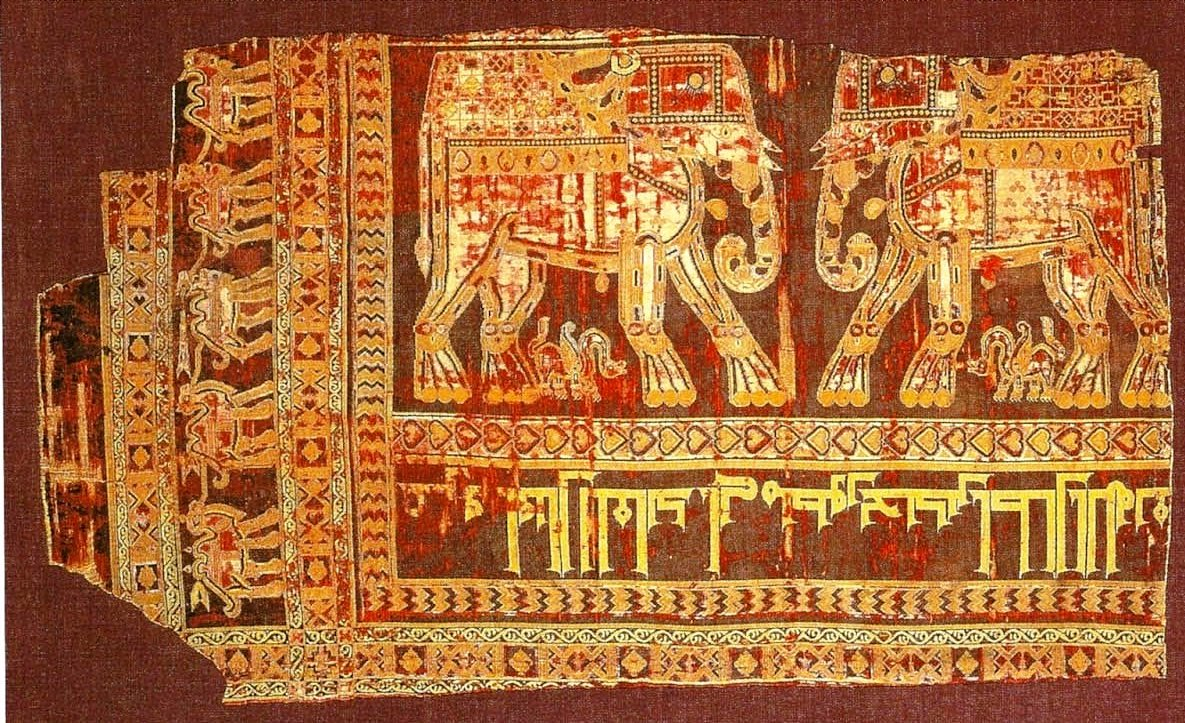
Fragment d'un teixit de sàmit d'origen persa. Aproximadament de l'any 960 dC.

El sàmit (a vegades escrit samit, sense accent) és un teixit de seda gruixut i preciós. Molt popular en altres èpoques, el seu ús modern es reserva per a vestits i ornaments religiosos o cerimonials, o en decoració interior.
Un dels lligats típics del sàmit és la sarja. Acostuma a anar decorat amb fil d'or o d'argent, afegit en la fase de teixit o brodat posteriorment sobre el teixit de base.

## Etimologia
El terme anglès samite es considera derivat del francès antic samit. Aquest darrer era una adaptació del llatí medieval samitum o hexamitum, provinent del grec medieval ἑξάμιτον hexàmiton, indicant sis fils (expressió probablement basada en un ordit de sis fils). El terme sàmit català podria provenir directament del grec.

## Documents

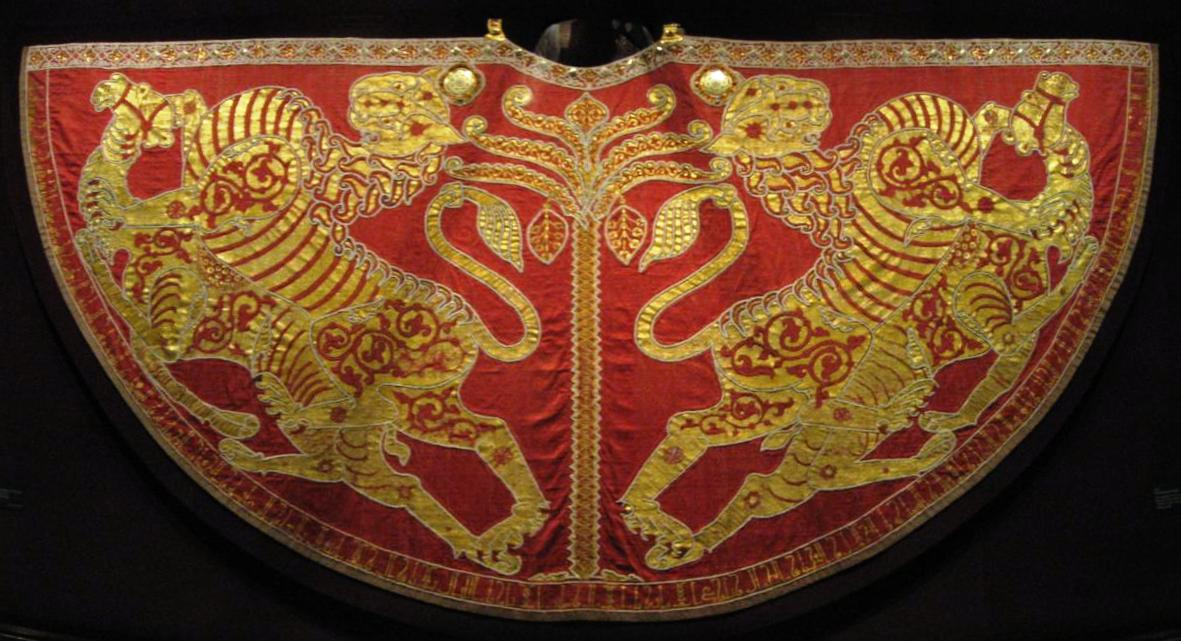
Capa de la coronació. Palermo.

- 1288. Crònica de Bernat Desclot: “...Beles cuyrasses ab cubertes de sàmits e de drap d'aur...”.[4]

| «                            | ... Quan totes les gents de galees foren armades i aparellades, molt los feu veer; que anc no en foren altres tan bé armades, ne anc no fo vist tan bell armament de belles cuirasses de sàmits e de draps d'aur e de bells capells de ferre febrits e de bells escuts e de bones ballestes e de bones llances ab fers febrits, que cascuna valia mitja onça d'aur ... | » |
| — Crònica de Bernat Desclot. | |   |

- 1293. Ramon Llull, en l'obra Arbre de filosofia d'amor, feu referència a robes de sàmit de diversos colors.[6][7]

| «                                         | ... E cobriren-lo ab un bell sàmit blanc, a significansa que l'amic era mundat de sos peccats. Sobre aquel sàmit blanc posaren un altre sàmit vermel, a significansa que l'amic era màrtir per amor; e sobre aquel sàmit vermell posaren un altre sàmit d'aur, a significansa que l'amic era provat e estat leyal a son amat e amor... | » |
| — Ramon Llull. Arbre de filosofia d'amor. | |   |

- 1328. Descripció de l'Oriflama de Saint-Denis. De sàmit vermell amb orla de seda verda.[9]
- 1527. Una carta de Pietro Bembo, en italià, esmenta sciamito.[10]
- 1859. Una obra en francès de Jean Bezon (Dictionnaire général des tissus anciens et modernes) dona molts detalls sobre els sàmits.[11]